# Stratusphunk
Stratusphunk ist ein Jazz-Album des Komponisten, Arrangeurs und Pianisten George Russell. Es wurde am 18. Oktober 1960 in New York City aufgenommen und erschienen auf dem Label Riverside Records. Es ist gleichzeitig Titel einer Jazz-Komposition von Russell.

## Das Album
Nach seinem Debütalbum The RCA Victor Jazz Workshop (1956) mit seinem Smalltet, u. a. mit Hal McKusick, Art Farmer, Bill Evans und Barry Galbraith, leitete der Komponist und Arrangeur Ende der 1950er Jahre einige breiter angelegte Aufnahmesessions, bei denen die Alben New York, N.Y. (für Impulse) und Jazz in the Space Age (für Decca) entstanden.
Im Sommer 1960 war er als Dozent an den Sommerkursen der Lenox School of Jazz in Massachusetts tätig, wo er seine Theorie des Lydian Chromatic Concept of Tonal Organization lehrte. In diesem Jahr begann Russell, der seine Formationen bis dahin immer projektbezogen zusammengestellt hatte, seine musikalischen Ideen mit einer festen working band zu realisieren, mit der im New Yorker Museum of Modern Art debütierte und anschließend drei Wochen an sechs Tagen die Woche im New Yorker Jazzclub Five Spot aufgetreten war, bevor er ins Aufnahmestudio ging. Zunächst nahm er im September 1960 für Decca At the Five Spot auf, das trotz des Titels kein Livealbum war. Später tourte er mit der Band noch durch den Mittleren Westen der USA, wobei das Decca-Album George Russell in Kansas City entstand.
Die fünf Mitglieder seines Sextetts waren seine damaligen Studenten, darunter der Trompeter Al Kiger und der Posaunist David Baker, der zuvor in verschiedenen Big Bands, wie bei Lionel Hampton, Stan Kenton und Maynard Ferguson gespielt hatte, und dessen Quartett den Kern für Russells Sextett bildete; ihm gehörten der Tenorsaxophonist Dave Young, der Trompeter Al Kiger und der Schlagzeuger Joe Hunt; hinzu kam noch der spätere Bill Evans-Bassist Chuck Israels.
Das Stratusphunk-Album war nicht nur George Russells Aufnahme-Debüt als Leiter einer festen Formation, sondern auch als Pianist; zuvor hatte Russell das Instrument lediglich als Werkzeug für seine Tätigkeit als Komponist oder als Arrangeur benutzt. Russells Stil lehnt sich nach Ansicht des Produzenten Orrin Keepnews eng an Vorbilder wie Thelonious Monk und seinem langjährigen Freund Bill Evans an.
Bei der Oktober-Session, seiner ersten für das Riverside-Label, nahm Russell drei Eigenkompositionen auf, darunter das Titelstück sowie „New Donna“ und „Things New“. Einen Titel steuerte sein Posaunist und Schüler Dave Baker bei, „Kentucky Oysters“, ein „good old funky down-home blues in 3/4“, so Russell, sowie „Bent Eagle“, eine Komposition einer weiteren Studentin von ihm, der jungen Carla Bley; die Komposition baut auf einer einfachen Riff-Figur auf, die von Russell eingeführt wird. Der Titel „Lambskins“ stammte von einem weiteren Russell-Schüler, dem Pianisten David Lahm.
Den größten Einfluss auf seine Zeitgenossen hatte vor allem das Titelstück, das Russell schon 1958 in Billy Taylors TV-Sendung The Subject Is Jazz vorgestellt hatte; im Dezember wurde es von Gil Evans für sein Album Out of the Cool übernommen. Eine weitere Version nahm J. J. Johnson mit seinem Orchester für das RCA-Album Say When auf. Stratusphunk war auch im Repertoire des Archie Shepp/Bill Dixon Quartetts, das es Ende 1962 im New Yorker Cafe Avital spielte. 1964 spielte es Russell bei seinem Auftritt auf dem Newport Jazz Festival. 1987 arrangierte ihn Franz Koglmann (About Yesterdays Ezzthetics) kombiniert mit der Volksweise Der Mond ist aufgegangen.
Russell setzte die Arbeit mit der working band in den 1960er Jahren fort, in ihr spielten u. a. Musiker wie Eric Dolphy, Don Ellis, Art Farmer, Thad Jones, Pete LaRoca, Steve Swallow und die Sängerin Sheila Jordan. 1964 ging Russells Ensemble auch auf eine erfolgreiche Skandinavien-Tournee, nach der der Komponist fünf Jahre dort lebte.

## Bewertung des Albums
Die Autoren Richard Cook und Brian Morton verliehen den beiden working band Alben (At the Five Spot und Statusphunk) jeweils die höchste Bewertung. Auch Scott Yanow in Allmusic verlieh dem Album die zweithöchste Note und hebt den swingenden Charakter der Session hervor.

## Die Titel
- George Russell – Stratusphunk (Riverside RLP 9341; OJC 232-2)

1. Stratusphunk – 6:06
2. New Donna – 8:23
3. Bent Eagle (Carla Bley) – 6:12
4. Kentucky Oysters (David Baker) – 8:21
5. Lambskins (David Lahm) – 7:11[4]
6. Things New – 6:52

Alle anderen Kompositionen stammen von George Russell.